# Lista de prefeitos de Rio do Sul
Esta é a lista de prefeitos e vice-prefeitos de Rio do Sul, município do estado brasileiro de Santa Catarina:
| N  | Prefeito                     | Partido | Vice-prefeito                                          | Início do mandato       | Final do mandato        | Observações                                   |
| -- | ---------------------------- | ------- | ------------------------------------------------------ | ----------------------- | ----------------------- | --------------------------------------------- |
| 1  | Eugênio Davet Schneider      | PLC     | —                                                      | 15 de abril de 1931     | 13 de maio de 1935      | Prefeito nomeado                              |
| 2  | Victor Buhr                  | PLC     | —                                                      | 13 de maio de 1935      | 4 de abril de 1937      | Prefeito nomeado                              |
| 3  | Mateus Alves Conceição       | AIB     | —                                                      | 4 de abril de 1937      | 3 de janeiro de 1938    | Prefeito nomeado                              |
| 4  | Paulo Cordeiro               | PRP     | —                                                      | 3 de janeiro de 1938    | 3 de novembro de 1939   | Prefeito nomeado                              |
| 5  | Roberto Machado              | PRP     | —                                                      | 3 de novembro de 1939   | 5 de fevereiro de 1945  | Prefeito nomeado                              |
| 6  | Victor Buhr                  | PSD     | —                                                      | 5 de fevereiro de 1945  | 16 de novembro de 1945  | Prefeito nomeado                              |
| 7  | Fernando Ferreira de Mello   | PSD     | —                                                      | 16 de novembro de 1945  | 14 de fevereiro de 1946 | Prefeito nomeado                              |
| 8  | Victor Buhr                  | PSD     | —                                                      | 14 de fevereiro de 1946 | 13 de dezembro de 1947  | Prefeito nomeado                              |
| 9  | Wenceslau Borini             | PSD     | —                                                      | 13 de dezembro de 1947  | 30 de janeiro de 1951   | Prefeito eleito                               |
| 10 | Waldemar Bornhausen          | UDN     | —                                                      | 31 de janeiro de 1951   | 30 de janeiro de 1956   | Prefeito eleito                               |
| 11 | Helmuth Baumgarten           | PSD     | —                                                      | 31 de janeiro de 1956   | 30 de janeiro de 1961   | Prefeito eleito                               |
| 12 | Raulino João Rosar           | PTB     | —                                                      | 31 de janeiro de 1961   | 7 de março de 1962      | Prefeito eleito                               |
| —  | Raymundo Mayr Sobrinho       | UDN     | —                                                      | 7 de março de 1962      | 21 de agosto de 1962    | Vice-prefeito eleito                          |
| —  | Oswaldo Claudino dos Santos  | UDN     | —                                                      | 21 de agosto de 1962    | 15 de novembro de 1962  | Presidente da Câmara                          |
| 13 | Vitório Fornerolli           | PSD     | —                                                      | 15 de novembro de 1962  | 30 de janeiro de 1966   | Prefeito eleito                               |
| 14 | Alfredo João Krieck          | ARENA   | —                                                      | 31 de janeiro de 1966   | 30 de janeiro de 1970   | Prefeito eleito                               |
| 15 | Artenir Werner               | ARENA   | Victor Ohf                                             | 31 de janeiro de 1970   | 30 de janeiro de 1973   | Prefeito e vice eleitos                       |
| 16 | Danilo Lourival Schmidt      | MDB     | José Thomé                                             | 31 de janeiro de 1973   | 31 de janeiro de 1977   | Prefeito e vice eleitos                       |
| 17 | Luiz Adelar Soldatelli       | ARENA   | Lédio Alcântara                                        | 1º de fevereiro de 1977 | 31 de Janeiro de 1983   | Prefeito e vice eleitos em sufrágio universal |
| 18 | Danilo Lourival Schmidt      | PMDB    | Clóvis Gaertner                                        | 1º de fevereiro de 1983 | 13 de maio de 1987      | Prefeito e vice eleitos em sufrágio universal |
| —  | Clóvis Gaertner              | PMDB    | —                                                      | 14 de março de 1987     | 1º de maio de 1988      | Vice-prefeito eleito                          |
| —  | Celso Luiz Dellagiustina     | PMDB    | —                                                      | 2 de maio de 1988       | 31 de dezembro de 1988  | Presidente da Câmara                          |
| 19 | Nódgi Eneas Pellizzetti      | PDT     | Vili Mazzini                                           | 1º de janeiro de 1989   | 31 de dezembro de 1992  | Prefeito e vice eleitos em sufrágio universal |
| 20 | Clóvis Gaertner              | PFL     | Bruno Jeremias Medeiros (PDS)                          | 1º de janeiro de 1993   | 31 de dezembro de 1996  | Prefeito e vice eleitos                       |
| 21 | Nódgi Eneas Pellizzetti      | PDT     | Antônio Garibaldi Ayroso (PFL)                         | 1º de janeiro de 1997   | 31 de dezembro de 2000  | Prefeito e vice eleitos em sufrágio universal |
| 22 | Jailson Lima                 | PT      | Arnaldo Ferreira (PT)                                  | 1º de janeiro de 2001   | 31 de dezembro de 2004  | Prefeito e vice eleitos em sufrágio universal |
| 23 | Milton Hobus                 | PP      | Jorge Teixeira (PFL)                                   | 1º de janeiro de 2005   | 24 de novembro de 2008  | Prefeito e vice eleitos em sufrágio universal |
| —  | Jorge Teixeira               | DEM     | —                                                      | 24 de novembro de 2008  | 31 de dezembro de 2008  | Vice-prefeito eleito                          |
| 24 | Milton Hobus                 | DEM     | Garibaldi Antônio Ayroso (PMDB)                        | 1º de janeiro de 2009   | 31 de dezembro de 2012  | Prefeito e vice eleitos em sufrágio universal |
| 25 | Garibaldi Antônio Ayroso     | PMDB    | Jean Pier Xavier de Liz (PT)                           | 1º de janeiro de 2013   | 31 de dezembro de 2016  | Prefeito e vice eleitos em sufrágio universal |
| 26 | José Eduardo Rothbarth Thomé | PSDB    | Paulo José Cunha (PSD)                                 | 1º de janeiro de 2017   | 31 de dezembro de 2020  | Prefeito e vice eleitos em sufrágio universal |
| 26 | José Eduardo Rothbarth Thomé | PSD     | Karla Fernanda Bastos Miguel, Dr. Karla Delegada (MDB) | 1º de janeiro de 2021   | 31 de dezembro de 2024  | Prefeito reeleito e vice eleito               |
| 27 | Manoel Arisoli Pereira       | PL      | Garibaldi Antônio Ayroso, Gariba (MDB)                 | 1º de janeiro de 2025   | Atualidade              | Prefeito e vice eleitos em sufrágio universal |